# Puig de Sallfort
Pour les articles homonymes, voir Puig.
Le puig de Sallfort est le point culminant de la côte Vermeille à 981 m d'altitude. Il marque la frontière entre l'Espagne et la France, partagé entre les communes d'Argelès-sur-Mer et Banyuls-sur-Mer dans les Pyrénées-Orientales et Espolla dans la province de Gérone.

## Géographie
Il se situe sur la commune de Banyuls-sur-Mer et d'Espolla à 44 km de Perpignan.

### Topographie

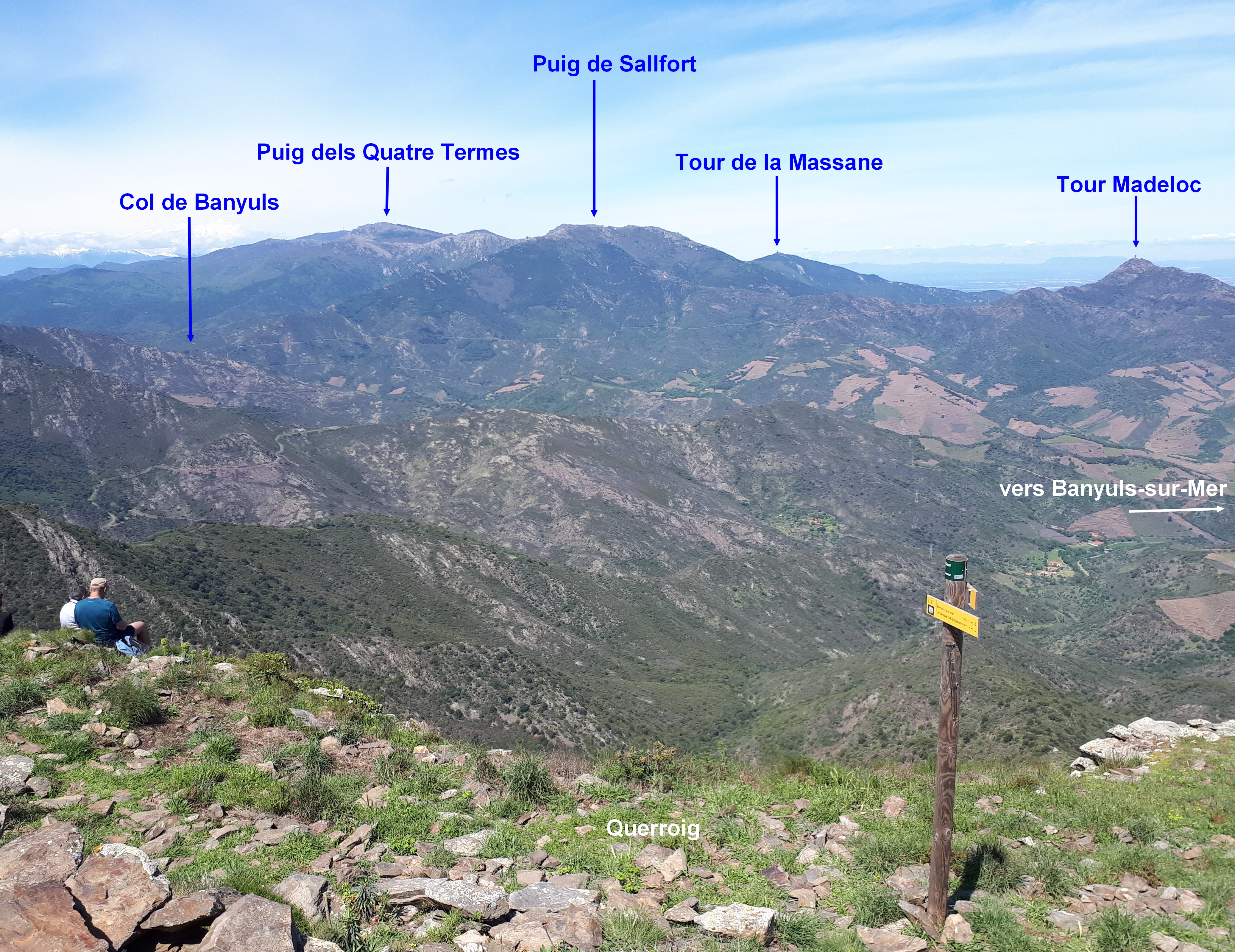
Côté sud : le puig depuis Querroig. Entre les deux : le bassin versant de la Baillaury (Vallauria), qui descend vers Banyuls-sur-Mer.
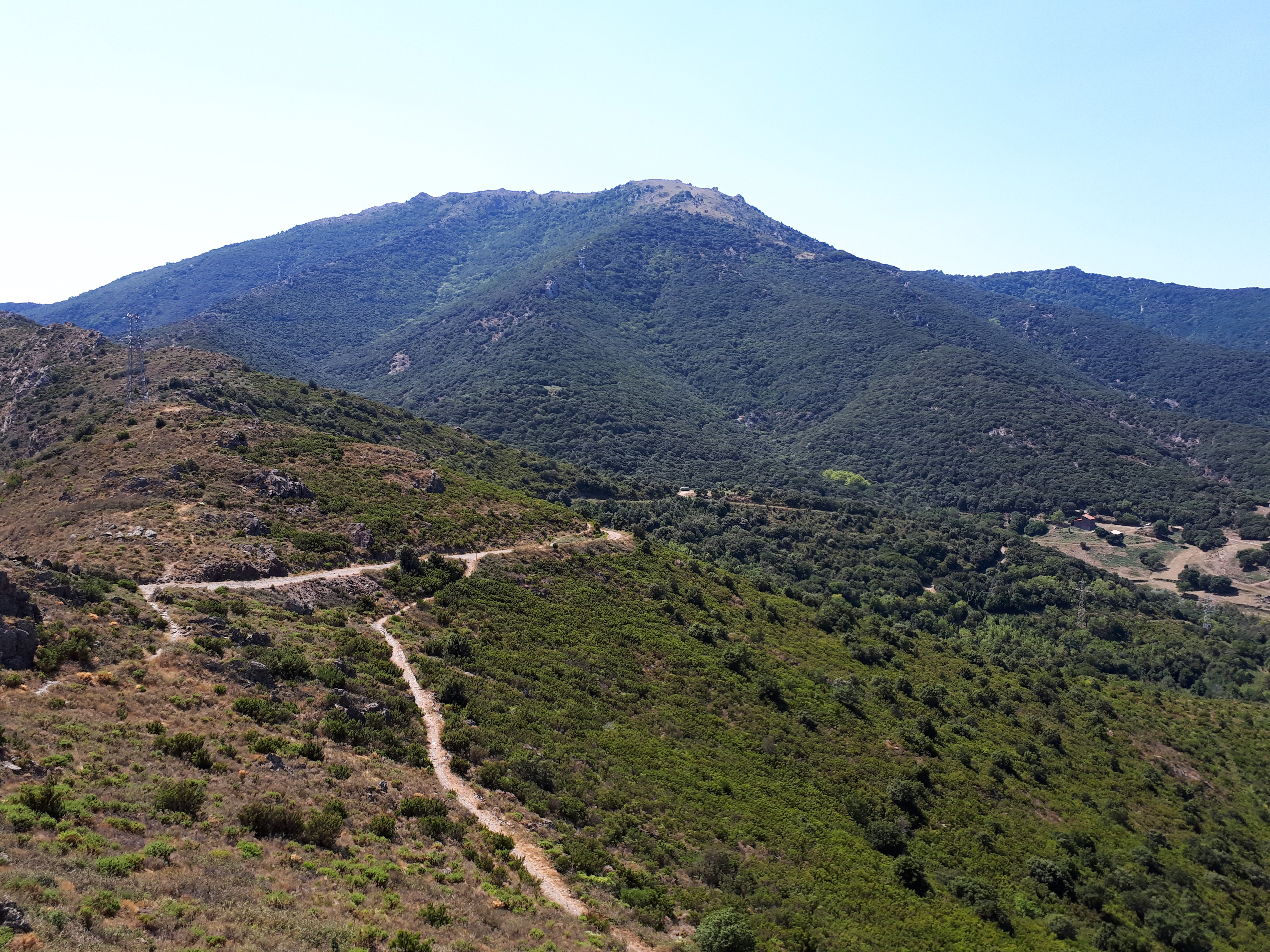
Côté est : le puig depuis le GR 10 au niveau du coll de Vallauria.
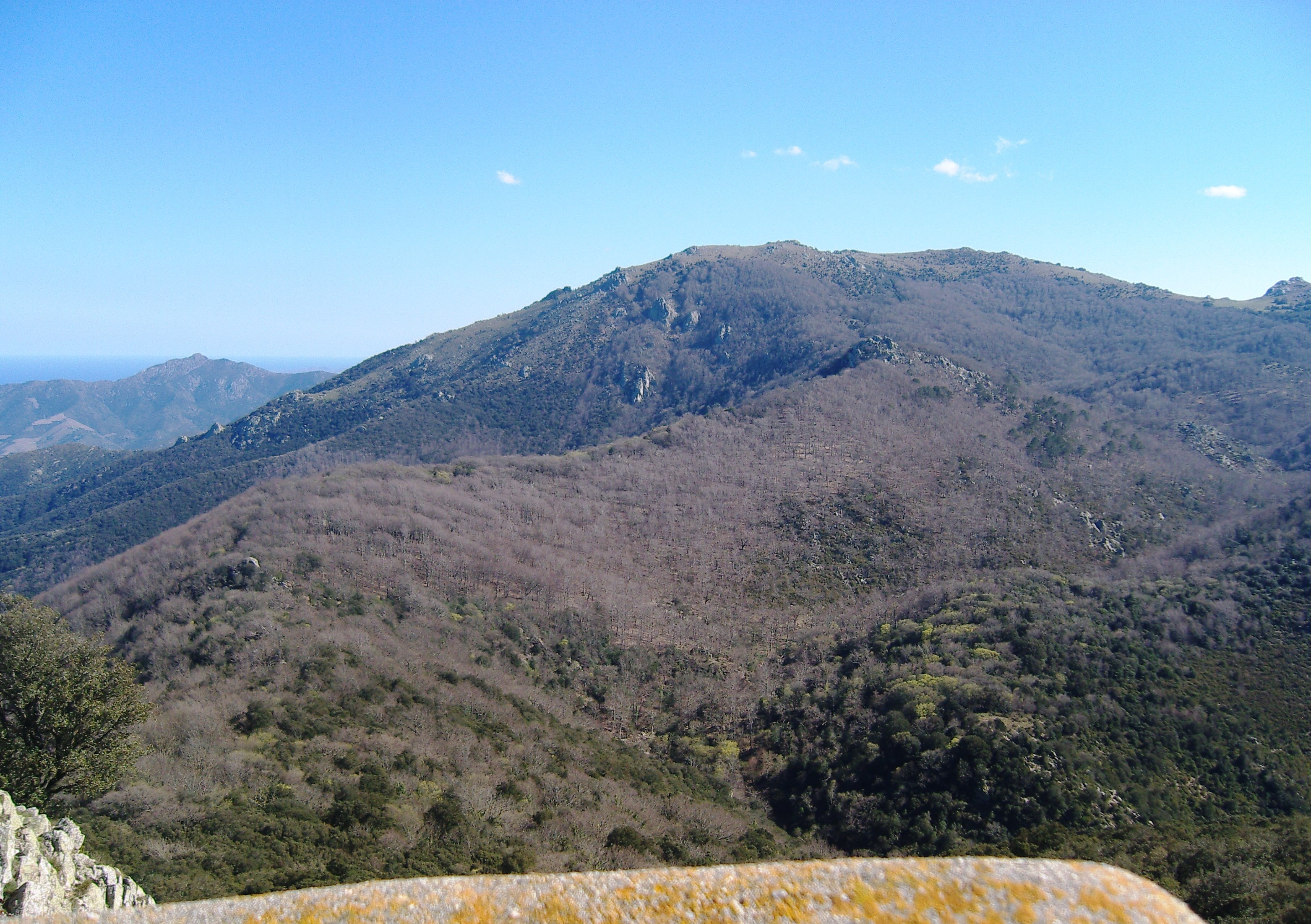
Côté nord : le puig depuis la tour de la Massane. La vallée située immédiatement en dessous de la tour est celle de la Massane. Au loin, à gauche : Querroig.
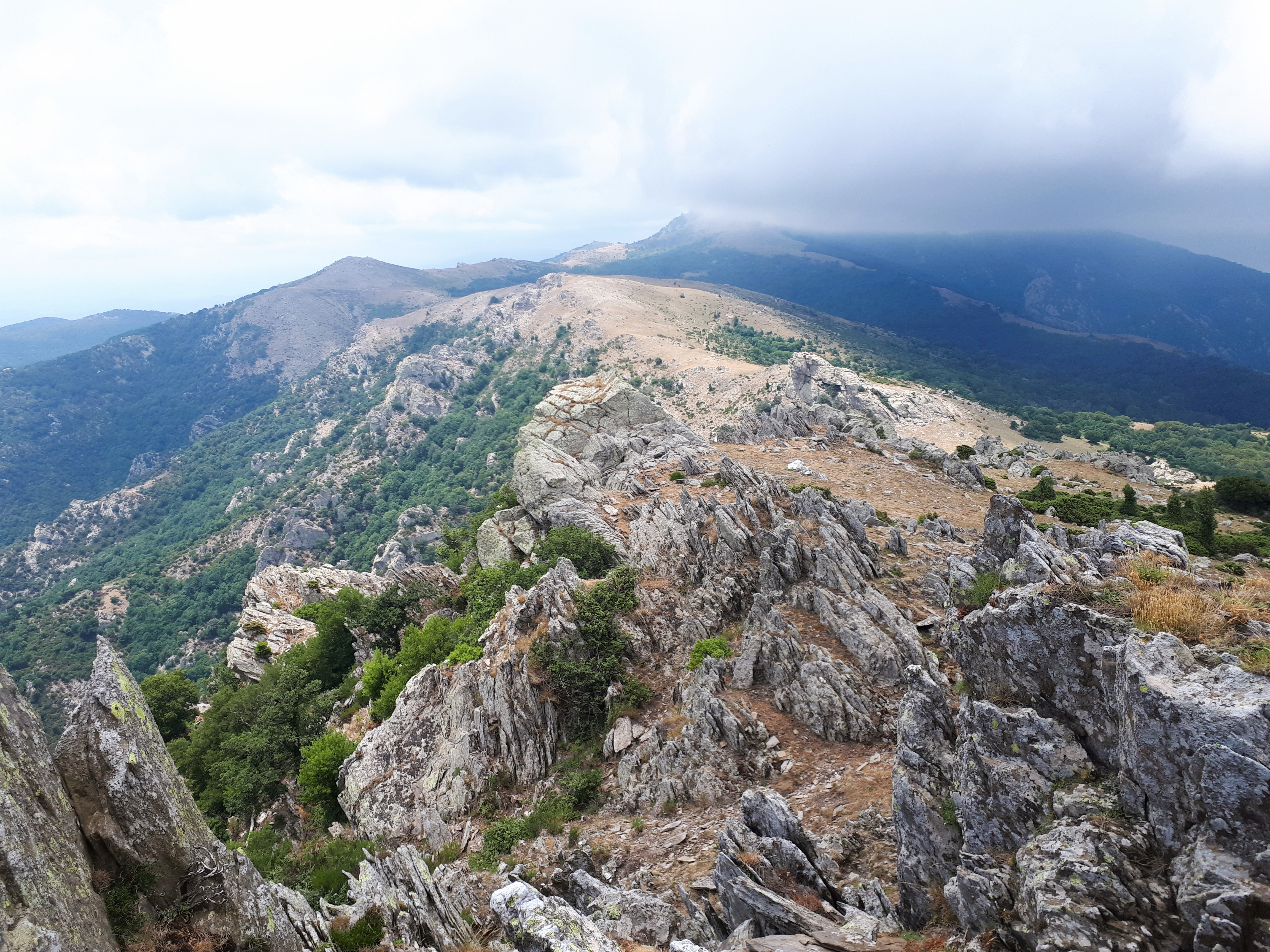
Côté ouest : le puig s'élève à peine au-dessus de la crête principale du massif des Albères, dont il constitue l'extrémité orientale.

## Voies d'accès

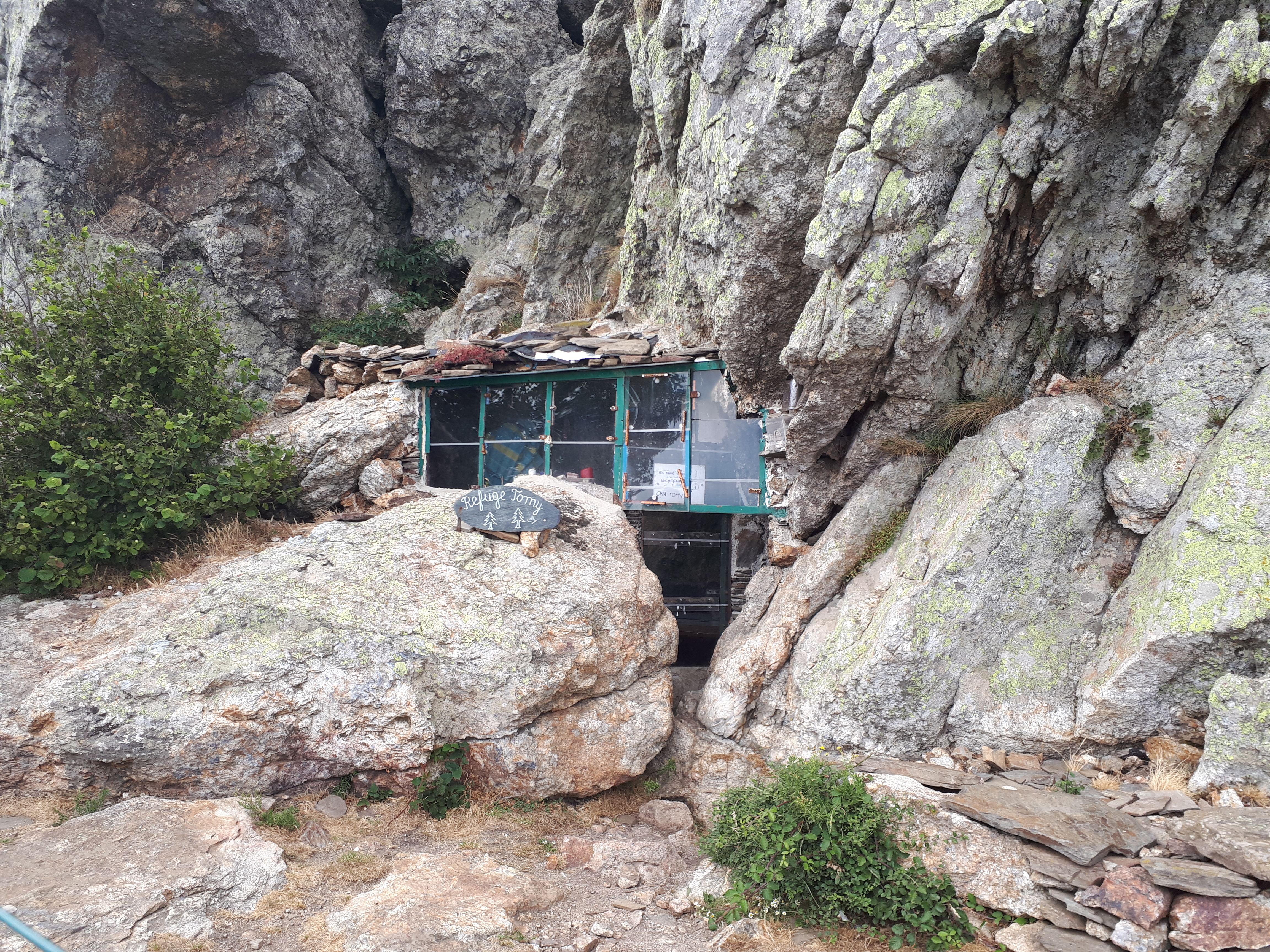
Le refuge Tomy sur le sommet du puig de Sallfort.

Il existe une voie d'accès c'est le GR 10.